# 马扎赖格赖什
马扎赖格赖什（匈牙利語：Magyaregres）是匈牙利绍莫吉州所辖的一个村。总面积14.40平方公里，总人口657，人口密度45.6人/平方公里（2011年1月1日）。